# Monastero di Santa Chiara (Sora)
Il Monastero di Santa Chiara era un complesso medievale che era stato edificato sul sito odiernamente occupato dalla villa comunale nel comune di Sora.
La prima menzione di questo complesso monastico risale al 1260. La fondazione del monastero di Santa Chiara in Sora è da inquadrarsi nel fervore del movimento femminile proprio del monachesimo occidentale medievale scaturito dalla diffusione della comunità fondata da Santa Chiara d’Assisi.
Tale diffusione ebbe il suo apice alla canonizzazione della Santa avvenuta nella Cattedrale di Anagni l’anno 1255 da parte dal Papa Alessandro IV
Nel monastero vivevano monache cistercensi, seguaci della Regola di San Benedetto. Il monastero fu completamente distrutto dal terremoto della Marsica del 1915.